# Athletes Unlimited
L'Athletes Unlimited (abrégé en AU) est une organisation sportive professionnelle féminine basée aux États-Unis. Elle organise et administre des compétitions de basketball, de softball, de volleyball et, anciennement, de crosse. Elle a été fondée en 2020 par Jon Patricof (en) et Jonathan Soros (en). Les ligues de l'Athletes Unlimited utilisent des formats où les joueuses sont sacrées championnes individuellement, à l'exception de la Ligue de softball Athletes Unlimited, qui compte des équipes traditionnelles.

## Historique
L'Athletes Unlimited a été fondé par Jon Patricof et Jonathan Soros en 2020.

## Format
Il n'y a pas de propriétaires d'équipe, et les investisseurs de la ligue plafonnent leurs rendements. Les athlètes partagent les bénéfices de la ligue et participent aux décisions quotidiennes. Les joueuses ne sont pas liés à une équipe, mais changent d'équipe chaque semaine de la saison par le biais d'une draft. Les quatre meilleures joueuses ayant accumulé le plus de points chaque semaine deviennent capitaines pour la semaine suivante et forment de nouvelles équipes. Les joueuses gagnent des points en fonction de leurs performances individuelles et collectives, et sont classées en conséquence. La championne est la joueuse ayant accumulé le plus de points à la fin de la saison.

## Ligues

### Basketball
L'Athletes Unlimited Pro Basketball se déroule chaque année en hiver. Sa première saison a réuni 44 joueuses sur cinq semaines, du 26 janvier au 26 février 2022, à Las Vegas, dans le Nevada. La deuxième saison s'est déroulée à Dallas, au Texas, du 22 février au 26 mars 2023. L'édition 2025 se tiendra du 5 février au 2 mars au Nashville Municipal Auditorium (en), dans le Tennessee. Quarante joueuses s'affronteront lors de 24 matchs : dix seront diffusés en direct sur ESPN+ et quatorze seront diffusés simultanément sur FanDuel Sports Network et l'application mobile de la WNBA.

L'Athletes Unlimited Pro Basketball n'est pas une ligue avec des franchises ou des équipes fixes, mais une ligue individuelle. Les 44 joueuses retenues jouent dans quatre équipes différentes sur un même lieu : en fonction de leurs résultats individuels, les quatre meilleures joueuses deviennent capitaines et composent à tour de rôle leur nouvelle équipe pour la semaine. La gagnante est désignée à la fin des tournois. La première saison est programmée du 26 janvier au 26 février 2022 et s'adresse à des joueuses désireuses de ne pas s'expatrier tout l'hiver,.

### Softball
L'AUSL All-Star Cup (anciennement Athletes Unlimited Pro Softball) se déroule chaque année au Parkway Bank Sports Complex de Rosemont, dans l'Illinois, pendant quatre semaines en été. Elle est précédée d'une compétition de deux semaines appelée Athletes Unlimited Pro Softball AUX (stylisé « AUX »). La saison inaugurale de la Coupe s'est déroulée du 20 août au 28 septembre 2020. Deux matchs ont été disputés chaque samedi, dimanche et lundi sur une période de cinq semaines, soit 30 matchs au total (15 par joueuse). Les quatre meilleures joueuses ont été nommées médaillées et Haylie McCleney a été nommée meilleure joueuse défensive de l'année.
Le 4 juin 2024, L'Athletes Unlimited a annoncé la création d'une nouvelle ligue de softball. Quatre équipes disputeront une saison de 30 matchs selon un format traditionnel, en complément de la saison actuelle du championnat de l'Athletes Unlimited Pro Softball. ESPN est devenu partenaire de diffusion fondateur. L'AUSL deviendra une ligue urbaine à partir de 2026, tandis que la saison inaugurale, en 2025, se déroulera en tournée avec des matchs dans six à huit villes différentes. Le salaire moyen d'une joueuse sera compris entre 40 000 et 45 000 $, avec des primes pouvant atteindre 75 000 $. Lexi Kilfoyl (en) a été sélectionnée au premier rang par les Bandits lors du repêchage inaugural de l'AUSL.
L'Athletes United a organisé précédemment des compétitions féminines sur le même principe en softball, volley-ball et lacrosse et annonce que Natasha Cloud, Sydney Colson et Ty Young sont les premières engagées.

### Volleyball
L'Athletes Unlimited Pro Volleyball se déroule chaque année à l'automne. Sa saison inaugurale a eu lieu en 2021.

## Ligues disparues

### Crosse
L’Athletes Unlimited Pro Lacrosse s'est déroulée chaque été, de 2021 à 2024. Michelle DeJulius, fondatrice et PDG de la défunte Women's Professional Lacrosse League, a été nommée directrice principale de la crosse. L'Athletes Unlimited Pro Lacrosse propose un format court et rapide. Il se joue à 10 contre 12. La longueur du terrain est réduite à 90 yards, contre 110 yards traditionnels. La largeur du terrain reste inchangée à 60 yards. Le chronomètre des tirs est de 60 secondes et les joueurs peuvent marquer des buts à deux points en marquant depuis l'extérieur d'un périmètre de 8 mètres. Les matchs se déroulent par quarts-temps de 10 minutes. Le jeu est également décrit comme plus physique, avec moins de fautes sifflées par rapport aux autres niveaux de jeu. Il n'y a pas non plus d'appels d'espace de tir (l'espace de tir étant une pénalité où un défenseur ne peut pas se tenir entre le but et un joueur cherchant à tirer à moins de garder activement un autre joueur).